# Maininki Sippola
Maininki Sippola (24 de septiembre de 1917 – 24 de noviembre de 2008) fue una cantante y actriz finlandesa.

## Biografía
Su nombre completo era Pirkko Anna Maininki Josefiina Sippola, y nació en Helsinki, Finlandia.
Estuvo casada con el actor Kaarlo Wilska. La pareja tuvo cuatro hijas: Lea, Lauri, Anna y Eeva. La actriz falleció en Helsinki en el año 2008.

## Filmografía (selección)
- 1944 : Kartanon naiset
- 1949 : Katupeilin takana
- 1954 : Rakastin sinua, Hilde
- 1957 : Pikku Ilona ja hänen karitsansa
- 1962 : Hän varasti elämän